# Tim Väyrynen
Tim Väyrynen (* 30. März 1993 in Espoo) ist ein finnischer Fußballspieler.

## Karriere

### Verein
Tim Väyrynen entstammt der Jugendabteilung des FC Honka Espoo und absolvierte am 18. April 2010 beim 3:1-Heimsieg über Myllykosken Pallo -47 sein Debüt in der Veikkausliiga, als er in der 78. Minute für Aleksandr Kokko ins Spiel kam. In der darauffolgenden Spielzeit gelang ihm am 4. Spieltag, am 15. Mai 2011, in der 5. Minute der 1:0-Siegtreffer im Spiel gegen Rovaniemi PS. Bis zum Saisonende gelangen ihm noch sechs weitere Tore. Von da an war Väyrynen ein fester Bestandteil der ersten Elf und in der Saison 2013 gelang ihm der nationale Durchbruch. Er wurde mit 17 Treffern Torschützenkönig der Veikkausliiga 2013. Des Weiteren wurde er in den Monaten Juni und Oktober der Spieler des Monats und schaffte es in den Monaten Juni, September und Oktober in die Topelf der Liga. Darüber hinaus wurde er zum besten Stürmer und zum besten Spieler der Saison gewählt.
Am 10. Januar 2014 wechselte er in die 3. Liga zu Borussia Dortmund II, wo er einen Vertrag bis zum Jahr 2016 erhielt. Am 22. Februar gab Väyrynen sein Debüt beim Heimspiel gegen den MSV Duisburg, als er in der 75. Minute für Julian Derstroff eingewechselt wurde und in der Nachspielzeit zum 2:0-Endstand traf.
Im Januar 2015 wurde Vayrynen bis Sommer 2015 an den West-Regionalligisten FC Viktoria Köln ausgeliehen, um dort Spielpraxis zu sammeln.
Zur Saison 2015/16 wechselte er zu Dynamo Dresden und unterschrieb einen Zweijahresvertrag. Sein erstes Pflichtspiel für Dynamo absolvierte er am ersten Spieltag der 3. Liga beim 4:1-Sieg gegen den VfB Stuttgart II, wo er außerdem sein erstes Tor für Dynamo erzielte. Dynamo Dresden stieg am Ende der Saison auf. In der 2. Liga wurde Väyrynen aber nur in einem Spiel im Dezember 2016 für drei Minuten eingewechselt. In den übrigen Spielen der Hinserie 2016/17 stand er nicht im Kader.
Im Winter 2016/17 wechselte Vayrynen in die 3. Fußball-Liga zu Hansa Rostock und kam bis zum Saisonende auf 12 Einsätze, in denen er ein Torerfolg verbuchen konnte. Zudem wurde er mit den Rostockern Landespokalsieger. In der Folgesaison wurde er von Trainer Pavel Dotchev 29 Mal eingesetzt. Er erzielte hierbei vier Tore und wurde mit Hansa am Ende der Drittligasaison 2017/18 Sechster. Zum Saisonabschluss gewann er mit der Kogge den Landespokal Mecklenburg-Vorpommerns ein zweites Mal.
Roda JC Kerkrade verpflichtete ihn im Sommer 2018. Bereits im Sommer 2019 wechselte er zurück nach Finnland und schloss sich dem Erstligisten HJK Helsinki an.

### Nationalmannschaft
Väyrynen spielte für die finnische U-19- sowie für die U-21-Nationalmannschaft. In der Qualifikation für die U-19-Europameisterschaft 2012 traf er jeweils ein Mal in den Spielen gegen Kroatien (2:4) und Moldawien (4:2). Auch für die U-21-Nationalmannschaft nahm er an zwei Qualifikationsrunden für eine U-21-Europameisterschaftsendrunde teil (2013 sowie 2015). Im Qualifikationsspiel am 14. August 2013 gegen die Walisische U-21-Nationalmannschaft gelangen ihm beim 5:1-Auswärtssieg drei Treffer.
Am 31. Oktober 2013 absolvierte Väyrynen in einem Testspiel gegen Mexiko (2:4) sein A-Länderspieldebüt.

## Titel und Erfolge

### Im Verein
FC Honka Espoo
- Finnischer Pokalsieger: 2012
- Finnischer Ligapokal (2): 2010, 2011

Dynamo Dresden
- Aufstieg in die 2. Fußball-Bundesliga: 2016
- Meister der 3. Fußball-Liga: 2016

Hansa Rostock
- Landespokalsieger Mecklenburg-Vorpommern (2): 2017, 2018

HJK Helsinki
- Finnischer Meister: 2020
- Finnischer Pokalsieger: 2020

Kuopion PS
- Finnischer Pokalsieger: 2022

### Individuelle Auszeichnungen
- Torschützenkönig der Veikkausliiga 2013 (17 Tore)
- Bester Spieler der Veikkausliiga 2013
- Bester Stürmer der Veikkausliiga 2013
- Spieler des Jahres 2013 der finnischen U-21-Nationalmannschaft[13]